# 石和久
石 和久（いし かずひさ、1947年- ）は、日本の医師・臨床検査医学者。学位は、医学博士。順天堂大学名誉教授。専門は病理学。

## 人物
東京都出身。順天堂大学院病態解析学教授、東京歯科大学客員教授、日本臨床検査医学会理事(専門医)、日本病理学会評議員(病理専門医)、日本細胞診専門医兼任臨床細胞学評議員編集委員、日本性感染症学会評議員、東京医学技術専門学校校長 (名誉校長) 、同専門学校学長[4]、順天堂大学同窓会理事等を歴任している。
日本の医学者で1941年東京帝国大学医学部卒で順天堂大学医学部名誉教授の細菌学、臨床検査学が専門の小酒井望に産婦人科から転向後、師事を受けていた。
また、同様に東京帝国大学医学部卒で順天堂大学医学部名誉教授の小児外科の開祖の駿河敬次郎等、学生時代からも医師免許取得後も指示を受けていた。、

## 親族
- 父は教育学者（学校経営学）の石三次郎（元全国家庭科教育協会長・東京教育大学（現筑波大学）教授）。
- 長兄は経済学者の 石弘光(専門は財政学。第14代一橋大学学長、一橋大学名誉教授、中国人民大学名誉教授。オックスフォード大学客員教授、日本経済学会常任理事、政府税制調査会会長、国立大学協会副会長、日本郵政取締役監査委員長、放送大学学長等を歴任、瑞宝大綬章等受賞)、
- 環境ジャーナリストの石弘之（東京大学教授、駐ザンビア特命全権大使等歴任）は次兄。
- 他に姉1人、兄1人がいる。

## 略歴
- 1947年 - 東京都豊島区生まれ

学歴
- 1960年 - 東京教育大学附属小学校（現・筑波大学附属小学校）卒業
- 1966年 - 東京教育大学附属中学校・高等学校（現・筑波大学附属中学校・高等学校）卒業
- 1973年 - 順天堂大学医学部卒業[1]
- 1973年 - 順天堂大学医学部産婦人科学専攻生[7]
- 1976年 - 順天堂大学医学部第二病理学教室助手
- 1979年 - 順天堂大学医学部医学博士授与(第二病理学)学位論文は子宮内胎児発育遅延の病理学的検討 :「SFD児の形態学的特徴とその成因についての考察[6]。現代産婦人科原大系中山書店」[9]。

職歴
- 1982年 - 越谷市立病院検査科医長 順天堂大学医学部病理学教室 順天堂大学医学部非常勤講師[7]
- 1984年 - 順天堂大学医学部附属浦安病院検査科科長 順天堂大学医学部第二病理学教室講師[7]
- 1985年 - 順天堂大学医学部臨床病理学教室講師[7]
- 1988年 - 同助教授[7]
- 1994年 - 同教授[7]
- 2013年 - 同大学定年退職[8](名誉教授称号)

## 学会活動と資格
- 日本病理学会[7] - 日本病理学会評議員・功労会員・日本病理学会認定病理医[7]・専門医・指導医と屍体解剖資格
- 日本臨床細胞学会[7] - 日本臨床細胞学会評議員・日本臨床細胞学会細胞診指導医[7]
- 日本臨床検査医学会[7] - 日本臨床検査医学会 評議員・功労会員・日本臨床検査医学専門医・指導医と日本臨床病理学会認定臨床検査医[7]
- 日本性感染症学会 - 日本性感染症学会評議員[9]
- 国際臨床細胞学会 - 国際臨床細胞学会  Fellow(FIAC)[9]

## 受賞
- 武田科学振興財団(2004年)[9]
- TAKEDA SCIENCE FOUNDATION(2004年)[9]

## 著書

### 単書
- 検査のための臨床免疫学 : 基礎と実際 医学書院サウンダース1987年2月。ISBN 4755750504。
- 今若者が危ない性感染症ー青少年のための性感染症の基礎知識 慧文社2008年5月。ISBN 978-4863300002。
- 増補版  今若者が危ない性感染症ー青少年のための性感染症の基礎知識 慧文社。2016年8月。ISBN 9784863301726。
- 周産期死亡児の剖検所見:現代産婦人科原大系中山書店。1979年

### 共著書
- BCA225.腫瘍マーカー 検査値のみかた 中外医学社[8](1996年)
- 江口正信、石和久、鈴木不二彦、水口国雄　病理学(改訂版クイックマスター・ブックス) 医学芸術社 2003年8月。ISBN 9784870541771。
- 井上孝『口腔病態＆身体病変の相互関係を探る 歯科医から口腔医への変身術“30”』 デンタルダイヤモンド社、2011年3月1日。ISBN 9784885102240。
- 井上孝、石和久、松坂賢一、小川郁子、栗原英見、柿木保明、戸原玄、安彦善裕 『歯科医師とスタッフのための臨床検査 安全な口腔保健・医療に向けて』 井上孝、医歯薬出版、2012年5月10日。ISBN 9784263456552。NCID BB09119648。
- 井上孝、石和久、松坂賢一、小川郁子、柿木保明、戸原玄、安彦善裕 『臨床検査』 松井恭平、栗原英見、高阪利美、畠中能子、監修 全国歯科衛生士教育協議会、医歯薬出版〈最新歯科衛生士教本〉、2012年2月。ISBN 9784263428290。NCID BB08273926。
- 井上孝／石和久／松坂賢一『口腔病態＆身体病変の相互関係を探る』2011年03月01日
- 歯科医師とスタッフのための臨床検査 安全な口腔保健・医療に向けて/石和久/編著井上孝 /〔ほか〕